# Planet Sheen
Planet Sheen è una serie televisiva d'animazione del 2010 creata da John A. Davis, Keith Alcorn e Steve Oedekerk e si compone di 26 episodi. La serie è uno spin-off della serie Le avventure di Jimmy Neutron e il protagonista è Sheen, uno dei personaggi principali della serie originale.
In Italia è stata trasmessa su Nickelodeon dal 1º agosto 2011.

## Trama
Un giorno Sheen entra di nascosto nel laboratorio dell'amico inventore, e ignorando il divieto assoluto di toccarne il contenuto, ruba un razzo e dopo averlo attivato per errore viene lanciato nello spazio atterrando sul pianeta Zeenu, lontano 4 milioni di anni luce dalla Terra, e abitato da strani alieni chiamati Zeenuniani.
Su questo pianeta Sheen conosce dei nuovi amici come Poppy, una creatura verde che assomiglia al suo amico terrestre Carl, e l'Imperatore di Zeenu, che crede che Sheen sia venuto a portare la gioia su Zeenu, ma anche qualche nemico, tra cui il malvagio Tontus e il suo assistente Blinter intenzionato a distruggere il ragazzo perché il suo razzo ha distrutto casa sua durante l'atterraggio. Ma Sheen potrà contare su questa squadra di extraterrestri che tra mille avventure lo aiuteranno a tornare sulla Terra.

## Episodi
| Stagione       | Episodi | Prima TV originale | Prima TV Italia |
| -------------- | ------- | ------------------ | --------------- |
| Prima stagione | 26      | 2009               | 2011            |

## Distribuzione
- Stati Uniti: 2 ottobre 2010
- Germania e Austria: 28 novembre 2010
- Canada: gennaio 2011
- Regno Unito: maggio 2011
- Italia: 1º agosto 2011[1]

## Doppiaggio
| Personaggio         | Doppiatore originale | Doppiatore italiano |
| ------------------- | -------------------- | ------------------- |
| Sheen Estevez       | Jeffrey Garcia       | Alessio Cigliano    |
| Nesmith             | Bob Joles            | Teo Bellia          |
| Doppy               | Rob Paulsen          | Massimo Bitossi     |
| Imperatore          | Fred Tatasciore      | Paolo Marchese      |
| Aseefa              | Soleil Moon Frye     | Giò-Giò Rapattoni   |
| Zuccherosa (Oomlaa) | Candi Milo           | Anna Cesareni       |
| Tontus (Dorkus)     | Jeff Bennett         | Andrea Lavagnino    |
| Pinter              | Thomas Lennon        | Gianni Bersanetti   |